# Nocturno (1915)
Nocturno ist ein deutsches Stummfilmmelodram aus dem Jahr 1915.

## Handlung
Ein junger Graf liegt schwerkrank daheim im Schlossbett und bedarf der tagtäglichen, aufopferungsvollen Pflege seiner Mutter und der Schwester. Eines Tages zieht eine Zigeunertruppe mit einer alten, schäbigen Maringotte (ein kleinbusähnlicher Kutschwagen mit Pferd) durchs Land und macht auch in der Gegend halt. Ein wunderschönes, gut gebautes Mädchen sorgt mit ihren barfüßigen Tänzen für einige Aufmerksamkeit. Des Grafen Herz ist augenblicklich entflammt, und der moribunde Adelige bittet die rassige Schöne um ein Rendezvous zur nächtlichen Stunde im Schlosspark. Auch das Zigeunermädchen fühlt sich zu dem hilfsbedürftigen Jüngling hingezogen. Aus den offenen Schlossfenstern klingen Weisen Chopinscher Klänge – daher der Filmtitel – zu ihnen herüber, und das Mädchen beginnt zu tanzen, nur für ihn. Verzaubert von überbordenden Gefühlen, vergisst der Graf für einen Moment seine Krankheit, küsst sie leidenschaftlich und schenkt der sinnlichen Tänzerin als Ausdruck seiner tief empfundenen Liebe einen Ring, ein Familienerbstück. Dann aber wirft ihn ein umso stärker zuschlagender Fieberschauer wieder zurück auf das Krankenlager.
Die Zigeunerin kehrt auf die Straße zurück und versucht, ihre Leute wieder einzuholen, die bereits mit der Maringotte weiter gezogen sind. Auf der Landstraße wird sie von einem Polizisten angehalten und kontrolliert. Als der Ordnungshüter bei ihr den kostbaren Ring mit dem gräflichen Wappen entdeckt, nimmt er sofort an, dass das Zigeunermädchen ihn gestohlen haben müsse. Der Ring wird dem auf das Schloss gerufenen Arzt übergeben, mit der Bitte, das Schmuckstück seinem mit dem Tode ringenden Eigentümer zurückzugeben. In seiner Fieberphantasien ruft der junge Graf jedoch immer wieder nach seiner Tänzerin. Aufgrund dieser Worte erkennt der Doktor, dass es sich bei dem Ring um ein gräfliches Geschenk an die Tänzerin gehandelt haben muss. Das Zigeunermädchen wird daraufhin augenblicklich aus der Haft entlassen. Sofort eilt sie an sein Sterbelager und tanzt noch einmal, das letzte Mal, für ihren Geliebten. Dann hört sein Herz auf zu schlagen. “In stiller Nacht streut sie noch Blumen auf das Bett des Toten und dann sucht auch sie in dem Wasser des nahen Weihers Erlösung von allen irdischen Leiden.”

## Produktionsnotizen
Nocturno, oft auch mit dem Untertitel Der Traum einer Frühlingsnacht versehen, entstand wohl Frühjahr/Mitte 1915 im BB-Film-Atelier in Berlin-Steglitz und besaß vier Akte. Der Film passierte die Zensur im August 1915, erhielt Jugendverbot und wurde wenig später uraufgeführt.

## Kritik
„Die Bezeichnung Drama im Sinne der üblichen Terminologie für Filmwerke ernsten Charakters ist eigentlich für dieses sowohl in der Durchführung als auch in der Handlung tief empfundene Filmspiel wohl nicht der richtige Ausdruck. Rhythmische Grazie ist es, die einzelne, dem realen Leben fast fremde Szenen dieses kinematographischen Dichtwerkes, das dem Beschauer tief ans Herz greifen und die gefühlvollsten Stimmungen auslösen muß, atmen. (…) In der Rolle des Zigeunermädchens versteht es die bekannte Münchener Nackttänzerin Olga Desmond insbesondere in ihren kunstvollen Tänzen eine Fülle gemütsreicher Motive einzuflechten und der so schön empfundenen Filmdichtung tief ergreifenden Ausdruck zu geben. Entsprechend der Handlung und der Darstellung ist auch die Technik dieses Bildes, das sich durch ganz hervorragende Photographie und durch wirklich mit künstlerischem Blick aufgenommenen Szenenbildern auszeichnet. Und so bildet „Nocturno“ einen Markstein auf dem Gebiete poesievoller Kunst.“